# 胜利乡 (永宁县)
胜利乡，是中华人民共和国宁夏回族自治区銀川市永宁县下辖的一个乡镇级行政单位。

## 行政区划
胜利乡下辖以下地区：
胜利村、许旺村、八渠村、陆坊村、杨显村、五渠村、先锋村、烽火村、园林村、杨显林场和征沙林场。